# آداتوم

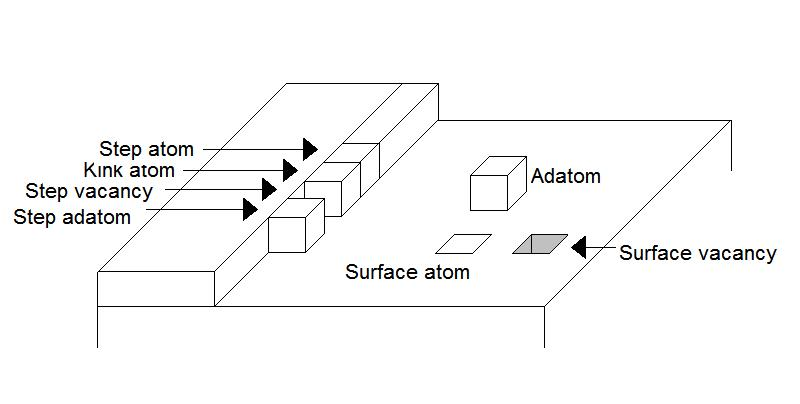
آداتوم طبق مدل TLK

آداتوم (Adatom) به اتمی گفته می‌شود که روی سطح یک بلور قرار دارد و می‌توان آن را نقطه مقابل یک حفره سطحی دانست. این اصطلاح در حوزه‌های شیمی سطح و اپیتکسی برای توصیف اتم‌های منفردی که بر روی سطح قرار دارند و در تحلیل زبری سطح به کار می‌رود. واژه آداتوم یک واژهٔ مرکب است که از ترکیب «اتم جذب شده» (adsorbed atom) شکل گرفته است. اصطلاح کلی «ذره سطحی» (Adparticle) می‌تواند برای اشاره به یک اتم منفرد، یک خوشه از اتم‌ها، یک مولکول یا یک خوشه مولکولی به کار می‌رود. این حالت از نظر ترمودینامیکی نامطلوب محسوب می‌شود. با این حال استثناهایی در این زمینه مانند گرافن وجود دارند که رفتار متفاوتی را از خود نشان می‌دهند.

## رشد
زمانی که یک اتم به سطح یک بلور می‌رسد، تحت تأثیر پتانسیل دوره‌ای بلور جذب شده و به آداتوم تبدیل می‌شود. مینیمم‌های این پتانسیل، شبکه‌ای از نقاط جذب را روی سطح ایجاد می‌کنند. انواع مختلفی از نقاط جذب وجود دارد که هر یک با ساختار خاصی از سطح مرتبط هستند. به‌طور کلی پنج نوع مختلف از نقاط جذب تعریف شده است:
1. در بالای لایه سطحی که در حال رشد قرار دارد.
2. نقطه‌ای که در مجاورت لایه در حال رشد قرار گرفته است.
3. در پیچ خوردگی‌ها
4. در لایه سطحی
5. لبه پله در حال رشد[۲]

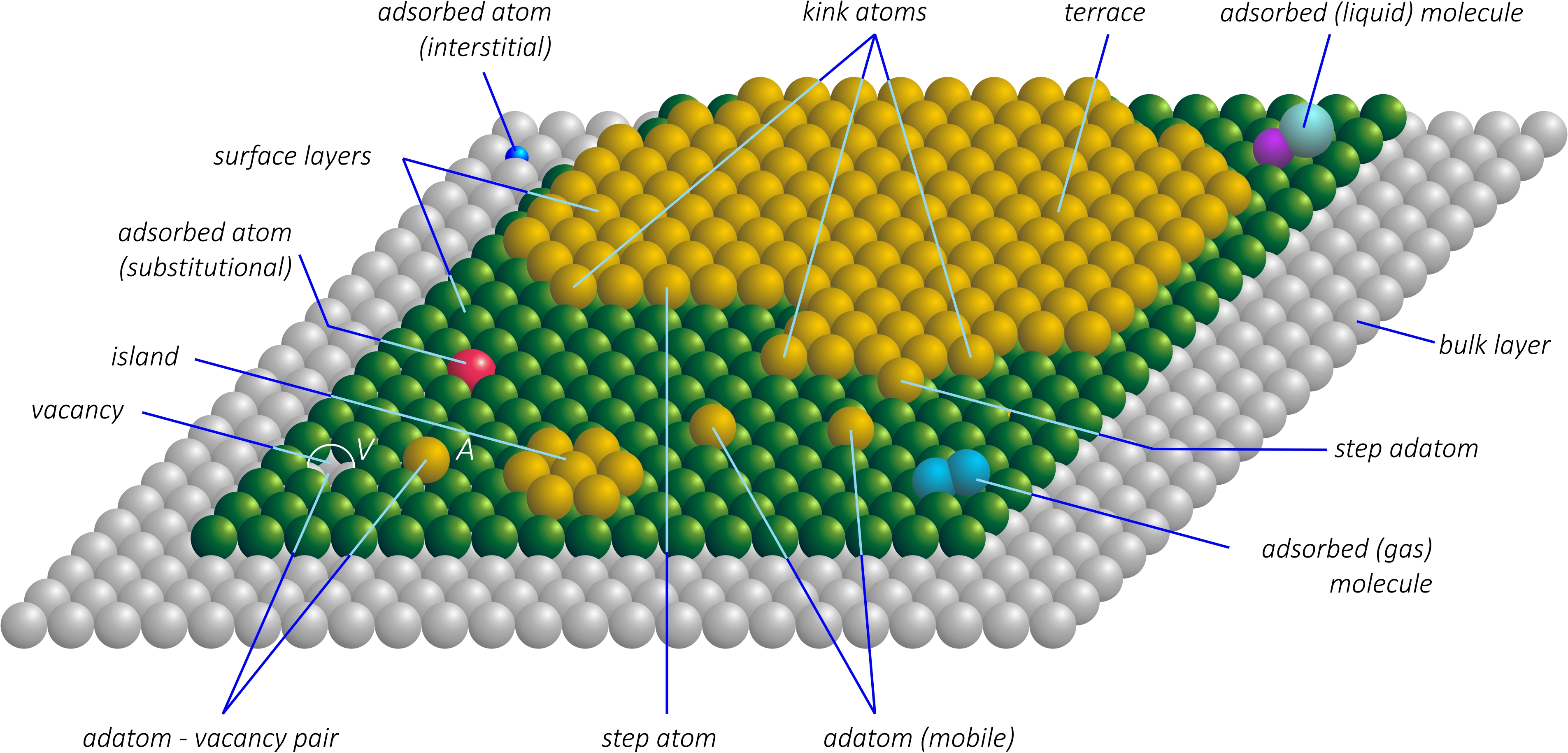
این شکل سطح یک کریستال را به همراه قسمت‌های مختلف آن نشان می‌دهد در این شکل آداتوم‌ها نیز دیده می‌شوند.

از میان این انواع نقاط جذب، نقاط پیج‌خوردگی (kink) نقش مهم‌تری در رشد بلور ایفا می‌کنند. چگالی نقاط پیج‌خوردگی یک عامل اساسی در سینتیک رشد محسوب می‌شود. اتصال یک اتم به نقطه پیچ‌خوردگی یا جدا شدن آن از این نقطه، انرژی سطح آزاد بلور را تغییر نمی‌دهند، زیرا تعداد پیوندهای شکسته شده تغییری نمی‌کند. این موضوع نشان می‌دهد که پتانسیل شیمیایی یک اتم در نقطه پیج‌خوردگی برابر با پتانسیل شیمیایی بلور است. به عبارت دیگر، نقطه پیچ‌خوردگی تنها نوع نقطه جذب است که در آن، یک آداتوم به بخشی از بلور تبدیل می‌شود.
اگر از بلورشناسی استفاده شود یا دماهای رشد بالاتر باشند که تأثیرات آنتروپی را افزایش می‌دهد، سطح بلور زبرتر می‌شود و تعداد نقاط پیچ‌خوردگی افزایش می‌یابد. این موضوع باعث می‌شود که اتم‌های سطحی شانش بیشتری برای رسیدن به نقطه پیچ‌خوردگی و تبدیل شدن به بخشی از بلور را داشته باشند. این فرایند مکانیزم معمول رشد بلور محسوب می‌شود.
برعکس، در دماهای پایین‌تر رشد، سطح بلور صاف‌تر می‌شود، که به معنای افزایش تعداد نقاط جذب روی تراس‌ها است. نقاط پیچ‌خوردگی همچنان وجود دارند، اما تنها در لبه‌های پله‌ها مشاهده می‌شوند. در این شرایط، رشد بلور فقط از طریق حرکت جانبی پله‌ها اتفاق می‌افتد. این رشد به عنوان مکانیزم رشد لایه‌ای شناخته می‌شود.
رشد آداتوم‌ها روی سطح به این بستگی دارد که کدام برهم کنش‌ها غالب است یا ساختار سطح چگونه است. اگر برهم‌کنش آداتوم-آداتوم قوی‌تر باشد، آداتوم‌ها هرمی‌هایی را روی سطح ایجاد می‌کنند. اگر برهم‌کنش‌های آداتوم و سطح قوی‌تر باشد، آداتوم‌ها خود را به گونه‌ای مرتب می‌کنند که لایه‌هایی را روی سطح ایجاد کنند. اما این موضوع به منشأ پله‌های روی سطح نیز بستگی دارد.
در رشد لایه به لایه، برهم‌کنش‌های سطحی آداتوم‌ها قویترین برهم‌کنش‌ها هستند. آداتوم‌ها ابتدا جزایر دوبعدی را روی سطح تشکیل می‌دهند؛ این جزایر به تدریج رشد می‌کنند و با یکدیگر ادغام می‌شوند. زمانی که جزایر به اندازه کافی بزرگ شدند و سطح را پوشش دادند، لایه بعدی شروع به رشد پیدا کردن می‌کند. این فرایند، رشد فرانک-ون در مرو (FM) نامیده می‌شود؛ در شرایطی که نیروهای پیوند سطحی قوی باشند، رخ می‌دهد. در این نوع رشد، لایه‌ها به صورت مرتب و یکنواخت روی همدیگر قرار می‌گیرند.
در برخی موارد، چرخه ساخت لایه‌های جدید در رشد لایه به لایه توسط محدودیت‌های جنبشی شکسته می‌شود. در این موارد، رشد در لایه‌های بالاتر قبل از اتمام لایه‌های پایین‌تر شروع می‌شود، به این معنی که جزایر سه بعدی ایجاد می‌شود. نوع جدیدی از رشد به نام رشد چند لایه‌ای به جای رشد لایه به لایه آغاز می‌شود. رشد چند لایه را می‌توان به رشد ولمر-وبر و رشد استرانسکی- کراستانوف تقیسم‌بندی کرد.
اگر سطح کریستال دارای نابجایی پیچشی باشد، ممکن است نوع دیگری از رشد به نام رشد مارپیجی رخ دهد. در اطراف نابجایی پیچشی، یک شکل مارپیچی در طول رشد دیده می‌شود. در این حالت ممکن است برای رشد کریستال دیگر نیازی به ایجاد جزایر نباشد. رشد مارپیچی در اکثر موارد در دماهای بالا رخ می‌دهد و نقش مهمی در تشکیل بلورها دارد.
آداتوم‌ها از طریق اپیتاکسی به سطح متصل می‌شوند. در این فرایند لایه‌های جدیدی از کریستال از طریق اتصال‌های جدید ایجاد می‌شود. این می‌تواند از طریق یک واکنش شیمیایی، گرم کردن یا سانتریفیوژ اتفاق بیافتد. به‌طور کلی، آنچه که در اینجا اتفاق می‌افتد این است که ذراتی که برای تشکیل یک لایه جدید استفاده می‌شوند، همیشه جذب خواهند شد. برای ایجاد پیوند با سطح، نیاز به انرژی است. هر ذره مقدار انرژی مورد نیاز برای اتصال به آن قسمت از سطح را ندارد، زیرا برای قسمت‌های مختلف، انرژی‌های متفاوتی نیز نیاز است. اگر یک شار F از ذرات ورودی داشته باشیم، بخش از آن جذب می‌شود که به آن شار جذب گفته می‌شود. شار جذب ({\displaystyle J_{ads}}) برابر است با حاصل ضرب جریان ورودی (F) در ضریب چسبندگی (s)، که نشان‌دهنده ذزات جذب شده به کل ذرات ورودی است.
{\displaystyle J_{ads}=sF}
ضریب چسبندگی (Sticking Coefficient) متغیری است که به ویژگی‌های سطح و انرژی اتم ورودی و همچنین به ماهیت شیمیایی ذره نیز وابسته است. اگر هم ذره و هم سطح از موادی تشکیل شده باشند که به راحتی با سایر ذرات واکنش می‌دهند، چسبیدن اتم‌ها به سطح آسان‌تر خواهد بود.

## کاربردها
در سال ۲۰۱۲، دانشمندان دانشگاه نیوساوت ولز توانستند با استفاده از فسفین، به‌طور دقیق و کنترل شده، یک اتم سیلیکون را بر سطح سیلیکون اپیتاکسیال جاگذاری کنند. این آداتوم به عنوان ترانزیستور تک اتمی شناخته شد. همان‌طور که در شیمی، موقعیت یون‌ها در فرمول‌های مولکولی مشخص می‌شود، در دستگاه‌های الکترونیکی مانند ترانزیستورهای سیلیکونی نیز می‌توان مکان دقیق هر اتم‌های آلاینده (دوپانت) و تأثیر آنها بر عملکرد دستگاه شناسایی کرد. این فرایند امکان پیش‌بینی ویژگی‌های دقیق نیمه‌هادی‌ها را فراهم می‌کند.
فناوری امروزی همچنین امکان ایجاد زنجیره‌ای از آداتوم‌ها بر روی سطوح سیلیکونی فراهم کرده است که می‌توان از آنها برای بررسی مدل‌های نظری استفاده کرد.
علاوه بر مواردی که در بالا گفته شد، پژوهشگران موفق شده‌اند با افزودن اتم‌های سیلیکون به بلورهای (SiGe)، چاه‌های کوانتومی ایحاد کنند. در این چاه‌ها، تابش نوری خاصی از اکسایتون‌های محبوس مشاهده شده است.